# Скробачув
Скробачув (пол. Skrobaczów) — село в Польщі, у гміні Стопниця Буського повіту Свентокшиського воєводства.
Населення — 310 осіб (2011).
У 1975-1998 роках село належало до Келецького воєводства.

## Демографія
Демографічна структура на день 31 березня 2011 року:
|          | Загалом | Допрацездатний вік | Працездатний вік | Постпрацездатний вік |
| -------- | ------- | ------------------ | ---------------- | -------------------- |
| Чоловіки | 153     | 27                 | 102              | 24                   |
| Жінки    | 157     | 29                 | 83               | 45                   |
| Разом    | 310     | 56                 | 185              | 69                   |